# 孙思邈
孙思邈（541年或581年?—682年），唐朝京兆华原（现陕西銅川耀州孙家塬）人，是著名的中醫師與道士。中国著名的醫學家和药物学家，被誉為药王。

## 生平
生年不詳。出生于西魏，七岁就学，日诵千余言，北周元老独孤信称他为圣童。他精通百家学说，善于谈老子、庄周之道，擅长阴阳、推步，妙解数术，兼好《释典》。
孙思邈从小多病，“汤药之资，罄尽家产”。周围的百姓都很贫苦，很多人因为没钱治病而死去，因此他18岁时立志学医，终身勤奋不辍。他认为“人命至重，有贵千金。一方济之，德逾于此”。十八岁之后就“志于学医”，最后终有所成。
相传，周宣帝，周静帝，隋文帝、唐太宗、唐高宗曾以高官厚爵與之，都被他婉拒，上元元年（公元674年）他称病退隐山中，唐高宗以良马賜之。卢照邻奉他为师。之后一直隐居王屋山。永淳元年（682年），卒。

## 思想成就
- 孙思邈著有《备急千金要方》，简称《千金要方》，共三十卷，二百三十二门，已接近现代临床医学的分类方法。他汲取《黄帝内经》关于脏腑的学说，在《千金要方》中第一次完整地提出了以脏腑寒热虚实为中心的杂病分类辨治法，收集药方五千三百首。《千金翼方》是对《千金要方》的补编，共有三十卷[5]:52。
- 孙思邈重视医德修养，详论医德规范。他特別强调医家的职业道德。特别是《备急千金要方》中的“大医习业”和“大医精诚”两篇，系统的论述了医德规范。其内容大致可归纳为两个方面：第一是技术要精湛，第二是品德要高尚。《千金要方》卷首以显著地位论述了《大医精诚》与《大医习业》，把医德放在了极其重要的位置上，强调为人治病，不分“贵贱贫富，长幼妍蚩，怨亲善友，华夷愚智”，皆一视同仁。还强调以德养性、以德养身。较之汉晋医家，孙思邈对医德的论述，可以说是最全面的了。而这些基本医疗道德，至今仍具有重要的现实意义。
- 他重视前人的宝贵经验，但尊古而不泥古。他将《伤寒论》的内容较完整地收集在《千金翼方》之中。在他一生行医的过程中，他十分重视妇人与儿童疾病的诊治，他认为这是关系人类繁衍的大事，故曰：“先妇人小儿……则是崇本之意也。”在针灸学方面，他不仅强调针药并用，还创设了新的穴位，创制彩色经络图，还常配合按摩、灸治。同时，他还是食疗治法的积极倡导者。他反对魏晋时期盛行的服石求长生的风气，倡导积极养生，强身长寿。
- 孙思邈将道家内修理论和医学、卫生学相结合，是中國歷史上首位探究預防醫學内容的中醫。认为人若善養生，当可免于病。只要“良医导之以药石，救之以针剂”，“体形有可愈之疾，天地有可消之灾”。孙思邈还对炼丹、服食以求长生成仙的道教方术作了探索。
- 孙思邈同时还是著名的房中术理论家，对房中术有很深的造诣，他的著作中有提到：“夫房中术者，其道甚近，而人莫能行其法。一夜御十女，闭固而已，此房中之术毕矣。”[6]。孙思邈还说：“此方之作也，非欲务于淫佚，苟求快意，务存节欲以广养生也。非苟欲强身力行女色以纵情，意在补益以遣疾也。此房中之微旨也。”“善摄生者，凡觉阳事辄盛，必谨而抑之，不可纵心竭意以自贼也。”
- 孙思邈也被认为是中国古代火药的发明者。他在《丹经内伏硫磺法》中记载硝石、硫磺和炭化皂角子混合后用火点燃后能猛烈燃烧。他发明火药是在公元682年，同年他仙逝于王屋山。[3]

## 信仰

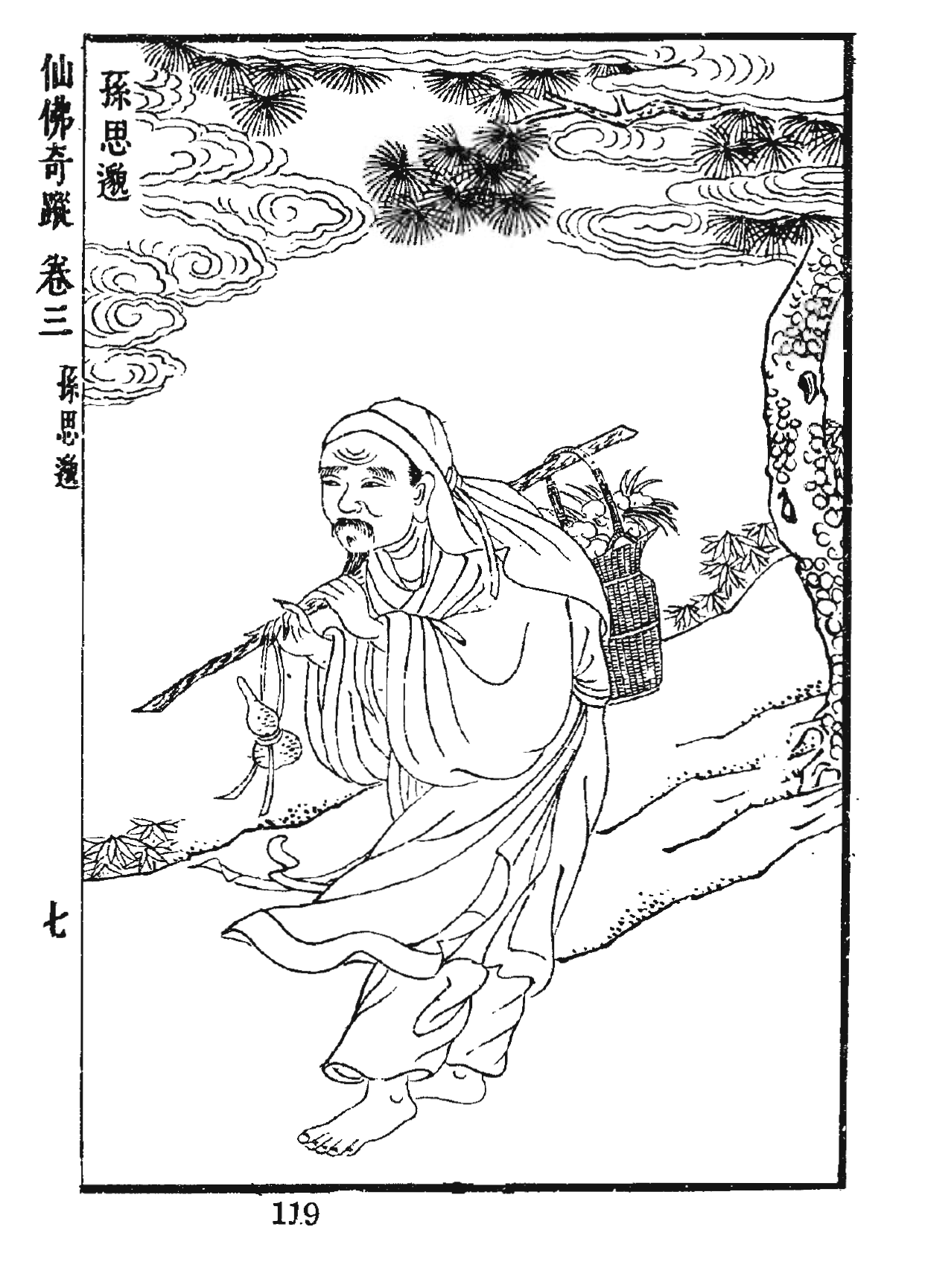
孫思邈

临终时，孙思邈遗嘱“薄葬，不藏明器，祭去牲牢”，並遗有大量的医书，人尊其為「孫藥王」。在陕西耀县药王山（原稱五臺山），有祭祀孫思邈的药王庙:52，并在每年农历二月初二有「二月二药王庙会」。此外在耀縣還建有「真人祠」、聖母殿與祖塋碑:52。宋徽宗崇宁二年（1103）追封妙应真人。
今台灣仍有祭祀孫思邈之廟宇。

## 保生三真人信仰
在保生大帝信仰中，有所謂的「保生三真人」，認為孫思邈與吳夲、許遜在成神之後成了結拜兄弟:55。在廈門一帶認為三神排行依序是大哥「金面」孫真人、老二「紅面」吳真人、老三「黑面」許真人:55，但在臺灣其排行則因地而異:63，閭山派的廟宇則是依照「玅濟」許真人、「善濟」孫真人、「慈濟」吳真人的順序排列，如高雄鼓山亭。

## 傳說
- 醫虎喉：據說孫思邈一次夜間出診的時候，遇到一隻似乎要向他求救的老虎。他仔細一看發現老虎被人骨骾住，便幫老虎治療取出骨頭。之後老虎為了報恩而成為他的侍者。[5]:52
- 開棺救活產婦：傳說孫思邈一次出診偶遇出殯隊伍，發現棺材滲出鮮血，乃請求開棺並救活棺內難產的婦人與腹中的嬰兒。[5]:52

## 逸聞
一般解說「爐火純青」這句成語，都以為是道家煉丹完成時，爐火發出純青火焰，由此延伸而用來比喻學問、技術、功夫到達精純完美的境地。比較早的文獻證據是孫思邈所寫的一首四言詩，收錄在《全唐詩》中。孫思邈通百家、陰陽、醫學之術，他這首詩主要是描述煉丹的過程。詩中大意是說：煉丹時，將鉛汞置入丹鼎中，點燃爐火。紅光烈火，所冒之煙，已無黑色，火焰變成純正的藍光。許多成語典以為孫思邈這裡說的就是煉丹完成時的「爐火純青」現象。

## 圖集

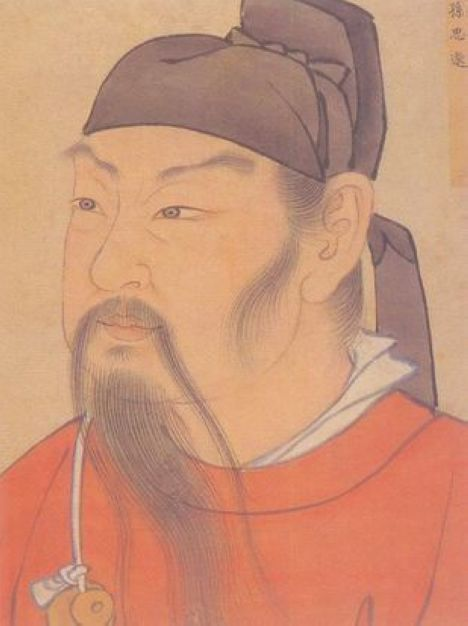
清宫殿藏本孫思邈畫像。
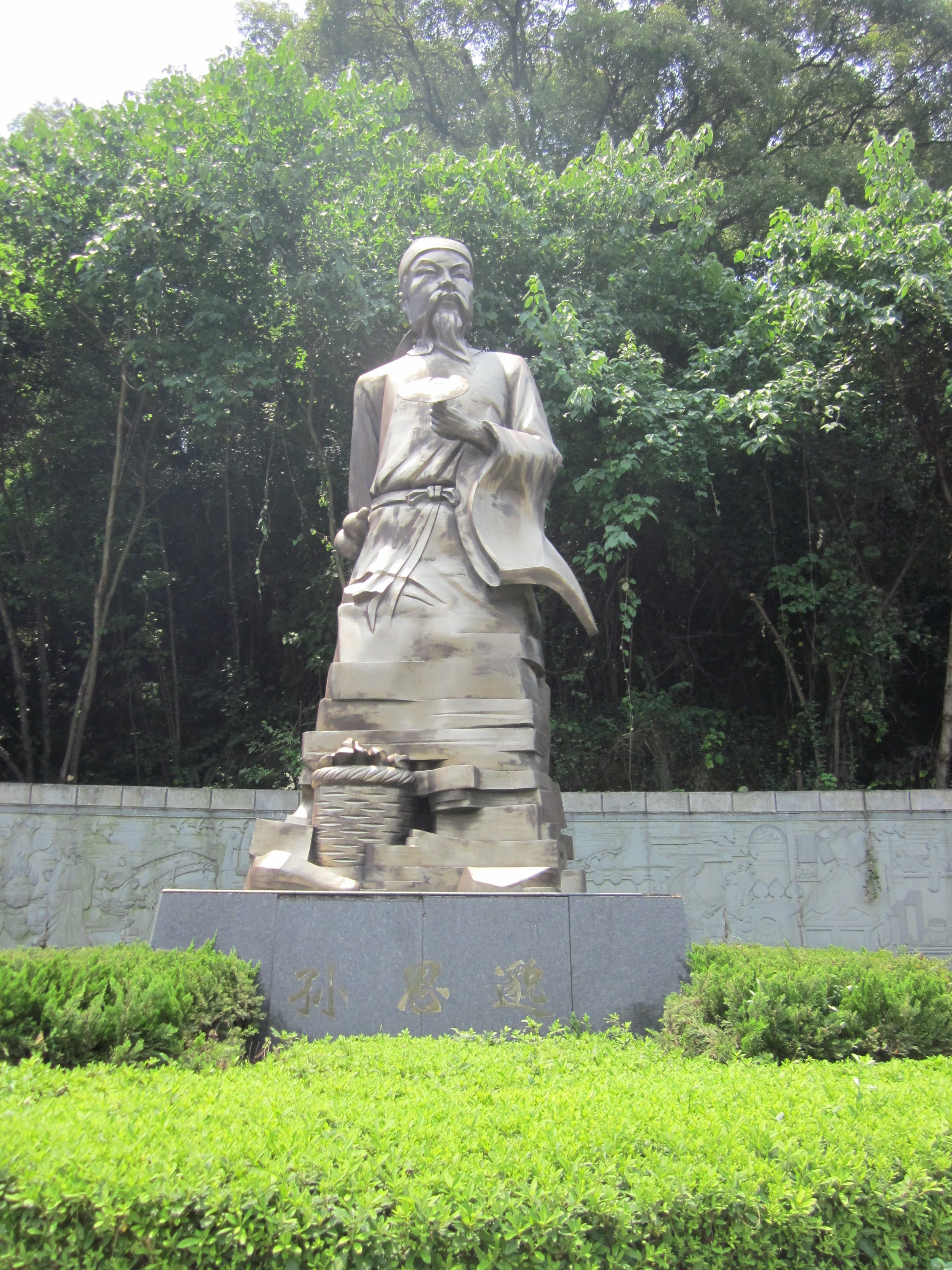
湖南瀏陽陽市思邈公園孫思邈雕像。
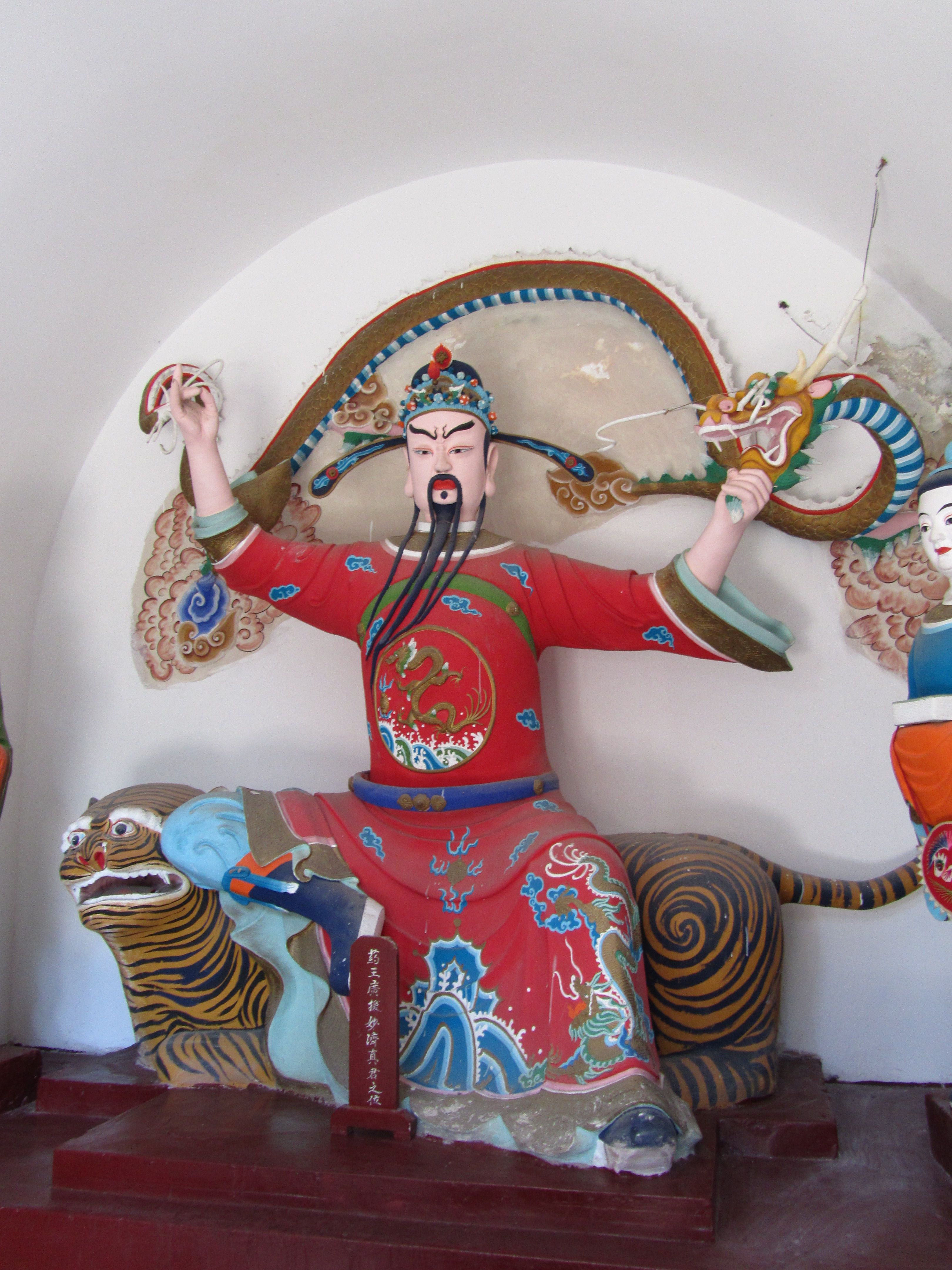
陝西寶雞金台觀内的藥王像，牌位为「藥王廣援妙濟真君之位」。
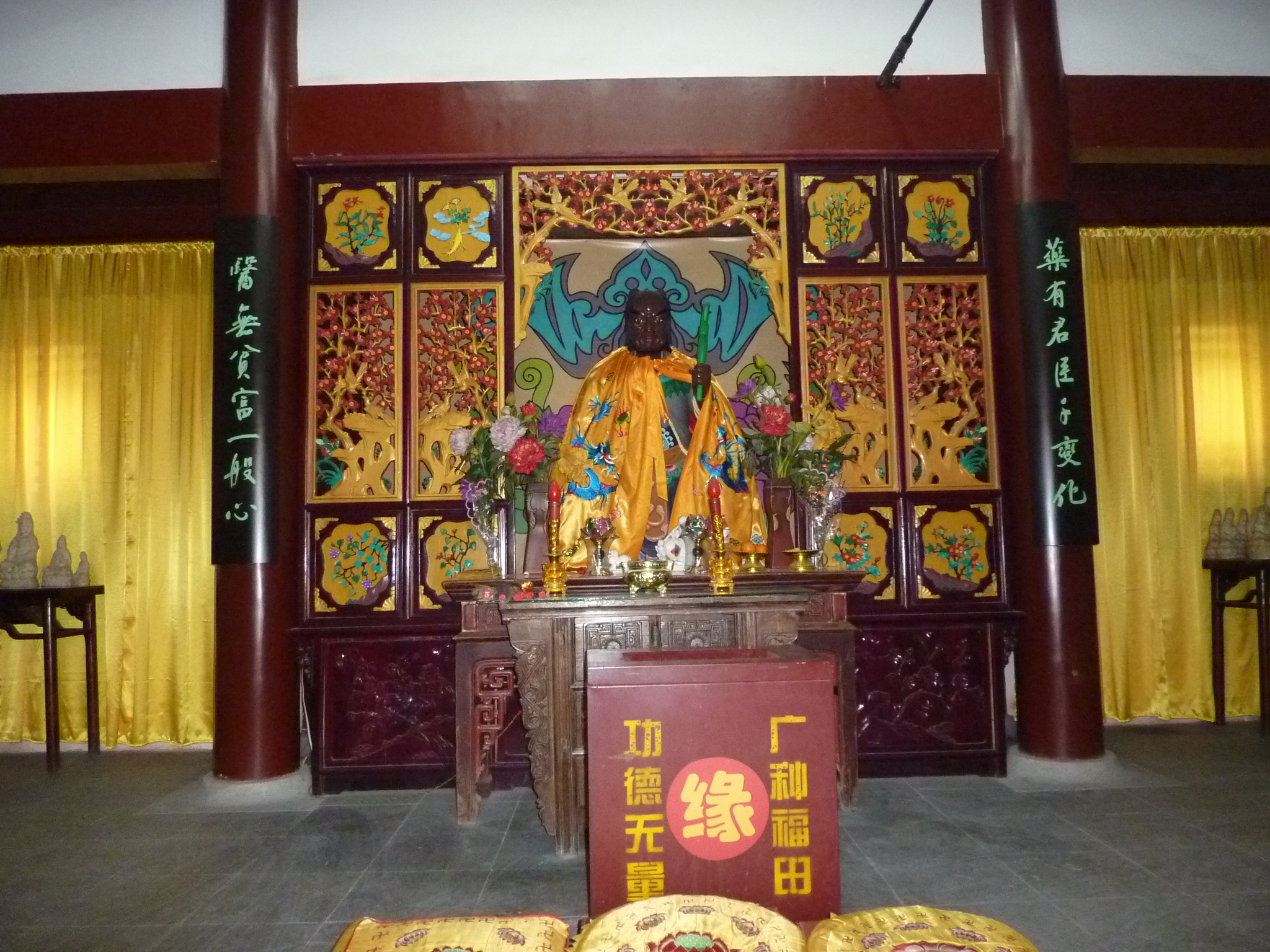
南京天妃宮藥王殿孫真人像。
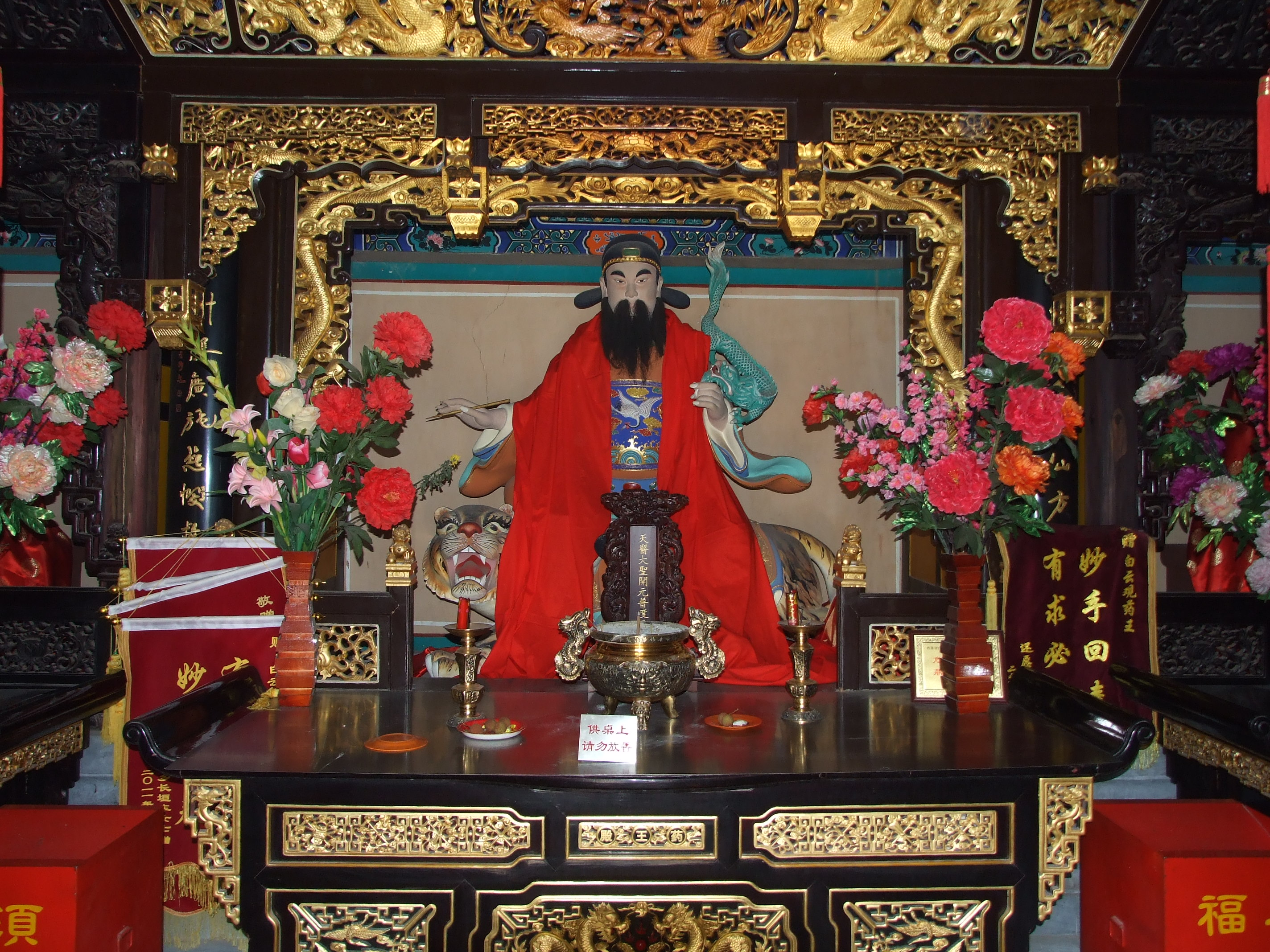
北京白雲觀孫真人像。

## 研究書目
- Nathan Sivin（席文）著，李煥燊 譯：《伏煉試探》（台北：國立編譯館，1973年）.